# Adelaide da Normandia
Adelaide da Normandia ou Adeliza (c. 1030 – depois de 1090) foi a irmã de Guilherme, o Conquistador, e condessa de Aumale em seu próprio direito (suo jure).

## Vida
Era filha biológica de Roberto, o Magnífico, duque de Normandia e nascida por volta de 1030. Elisabeth Van Houts, em seu artigo Les femmes dans l’histoire du duché de Normandie (as Mulheres na história do ducado de Normandia), menciona condessa Adelaide como uma das mulheres normandas notáveis que eram conhecidas por ter exercido uma forte influência sobre seus filhos, especialmente no que diz respeito à transmissão de sua própria história familiar.
O primeiro casamento de Adelaide com Enguerrando II, conde de Ponthieu potencialmente deu ao duque Guilherme um poderoso aliado na Alta Normandia. Mas, no Concílio de Reims em 1049, quando o casamento do duque normando com Matilde de Flandres foi proibido baseado na consanguinidade, o mesmo aconteceu com os de Eustácio II, conde de Bolonha e Enguerrando II de Ponthieu, que já estava casado com Adelaide. Seu casamento aparentemente foi anulado por volta de 1049/50 e outro casamento foi arranjado para ela, desta vez com Lamberto II, Conde de Lens, filho mais novo de Eustácio I, conde de Bolonha formando uma nova aliança matrimonial entre a Normandia e Bolonha. Lamberto foi morto em 1054 em Lille, auxiliando Balduíno V, Conde de Flandres contra o imperador Henrique III.
Agora viúva, Adelaide residiu em Aumale, provavelmente, parte do dote de seu primeiro marido, Enguerrando, ou parte de um acordo após a captura de Guido de Ponthieu, seu cunhado. Após a viuvez começou uma aposentadoria semi-religiosa e se envolveu com a igreja em Auchy apresentando-lhes com presentes. Em 1060 foi chamada novamente para formar outra aliança conjugal, desta vez com um homem mais jovem, Odão, Conde de Champanhe. Ele parece ter sido uma decepção, já que aparece em apenas uma das cartas do conquistador e não recebeu terra alguma na Inglaterra; sua esposa tinha uma tenência por direito próprio.
Em 1082 o rei Guilherme e a rainha Matilda deram a Abadia das Damas, em Caen, à cidade de Le Homme no Cotentin, com uma provisão para a condessa de Albamarla (Aumale), sua irmã, para um contrato de arrendamento de vida. Em 1086, como Comitissa de Albatnarla, como ela foi listada no Domesday Book, foi mostrada como tendo inúmeras terras em ambos Suffolk e Essex, uma das poucas mulheres nobres normandas a manter terras na Inglaterra, no Domesday como uma tenência. Ela também recebeu o senhorio de Holderness que foi mantido depois de sua morte por seu terceiro marido, Odão, o conde até então deserdado de Champanhe; o senhorio, em seguida, passou para o seu filho, Estevão. Adelaide morreu antes de 1090.

## Família
Adelaide casou-se três vezes; primeiro com Enguerrando II, Conde de Ponthieu (falecido em 1053) com quem teve descendência:
- Adelaide II, condessa de Aumale, casou-se com Guilherme de Bréteuil, Senhor do Bréteuil, filho de Guilherme FitzOsbern, primeiro conde de Hereford.[8]

Em seguida casou-se com Lamberto II, Conde de Lens (falecido em 1054), eles tiveram uma filha:
- Judite de Lens, casou-se com Valdevo, conde de Huntingdon e Nortúmbria[13]

Casou-se pela terceira vez em 1060, com Odão, Conde de Champanhe (morto depois de 1096), com quem teve um filho:
- Estevão, Conde de Aumale.[14]